# 馬洛 (白金漢郡)
馬洛（英語：Marlow）是英國的一個城鎮和民政教區，位於英格蘭白金漢郡南部泰晤士河河畔，梅登黑德西北5英里（8公里），倫敦市中心以西33英里（53公里）。

## 名稱由來
這個名稱在1015年第一次被記錄，並稱為Mere lafan，在古英語的意思是「池塘排水後留下的土地」。